# Megalopygidae

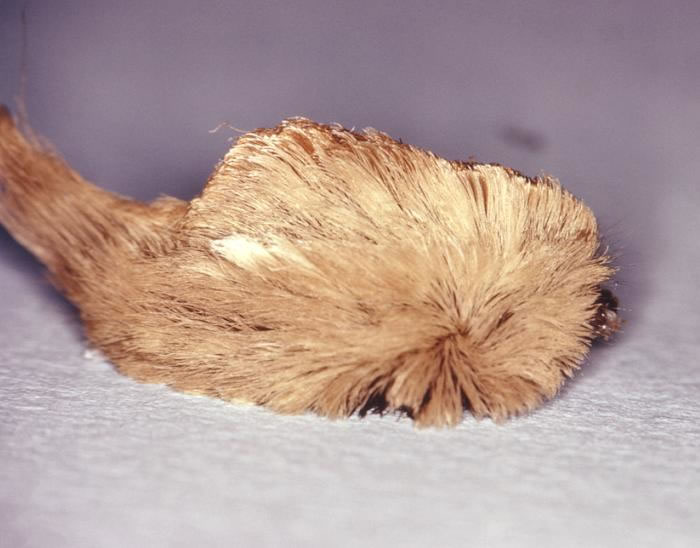
Raupe von Megalopyge opercularis

Die Megalopygidae (englisch flannel moth) sind eine Familie der Schmetterlinge (Lepidoptera). Sie kommen mit 230 Arten überwiegend in der Neotropis vor, elf Arten finden sich aber auch in der Nearktis. Arten der Gattung Somabrachys kommen in Nordafrika vor, nahe verwandte Gattungen finden sich in Südafrika. Die Familie ist nahe mit den Schneckenspinnern (Limacodidae) verwandt, mit denen sie einige Merkmale teilen. Die Monophylie der Familie ist aber nicht zweifelsfrei begründet. Die Unterfamilie Aidinae wird neuerdings, ebenso wie die Somabrachyidae, als eigene Familie Aididae betrachtet.

## Merkmale
Die kleinen bis mittelgroßen Falter sehen den Schneckenspinnern sehr ähnlich. Die Vorderflügel sind bei vielen Arten lebhaft gefärbt, grau oder weiß. Ihr Abdomen ist kurz, spitz zulaufend und stark behaart. Deswegen haben manche Arten eine mehr oder weniger starke Ähnlichkeit mit Hummeln. Neben den Facettenaugen haben die Tiere keine Punktaugen (Ocelli). Die Palpen sind entweder sehr klein oder ganz zurückgebildet, auch der Saugrüssel fehlt bei vielen Arten bzw. ist nur verkümmert ausgebildet. Die Fühler der Männchen sind entweder komplett gefiedert, an der Basis gefiedert oder abgeflacht fadenförmig. Die Weibchen haben nur schwach gefiederte oder fadenförmige Fühler. Die Flügeladerung ist in der Regel gut ausgebildet. Die Adern R bildet einen Ast von dem aus die Adern Rs1 bis 4 abzweigen. Bei der Gattung Somabrachys sind die Weibchen flügellos (apter).
Die Raupen vieler Arten sind sehr stark und lang behaart und sehen im Extremfall aus, wie langgestreckte Quasten. Ihre Haare (Brennhaare) rufen bei Berührung starke Schmerzen und ein mehrere Tage anhaltendes Brennen hervor. Ihr Gift kann bei Menschen auch Kopfschmerzen, Übelkeit und sogar Lähmungen hervorrufen. Neben dem Nachschieber sitzen Bauchbeinpaare nicht nur auf dem dritten bis sechsten, sondern auch auf dem zweiten und siebten Hinterleibssegmenten, was für Schmetterlingsraupen sehr ungewöhnlich ist. Dabei haben die zwei zusätzlichen Beinansätze bei den meisten Arten aber keine ausgebildeten Laufsohlen.

## Lebensweise
Die Weibchen überziehen ihre runden Eier mit Haaren von ihrem Hinterleibsende. Sie werden paarweise in Reihen auf die Futterpflanzen gelegt. Die Raupen fressen an einer Vielzahl verschiedener Pflanzen. Wie weit die Polyphagie ausgeprägt ist, ist aber noch nicht hinreichend geklärt. Die Verpuppung findet entweder in einem zähen oder lockeren Kokon statt. Bei den behaarten Raupen werden Haare mit eingewoben. Die Raupen mancher Arten gelten bei verschiedenen Pflanzen, wie z. B. Kakao, Guave oder Palmen als Schädlinge.

## Gattungen
- Aithorape
- Cephalocladia
- Coamorpha
- Edebessa
- Endobrachys
- Eochroma
- Hysterocladia
- Macara
- Malmella
- Megalopyge (syn. Lagoa) mit M. opercularis, M. crispata (syn. L. crispata) und M. pixidifera (syn. M./L. pyxidifera)[3][4][5]
- Mesoscia
- Microcladia
- Microrape
- Norape
- Norapella
- Podalia
- Proterocladia
- Psychagrapha
- Repnoa
- Thoscora
- Trosia
- Vescoa
- Zyzypyge